# Bergen-Belsen

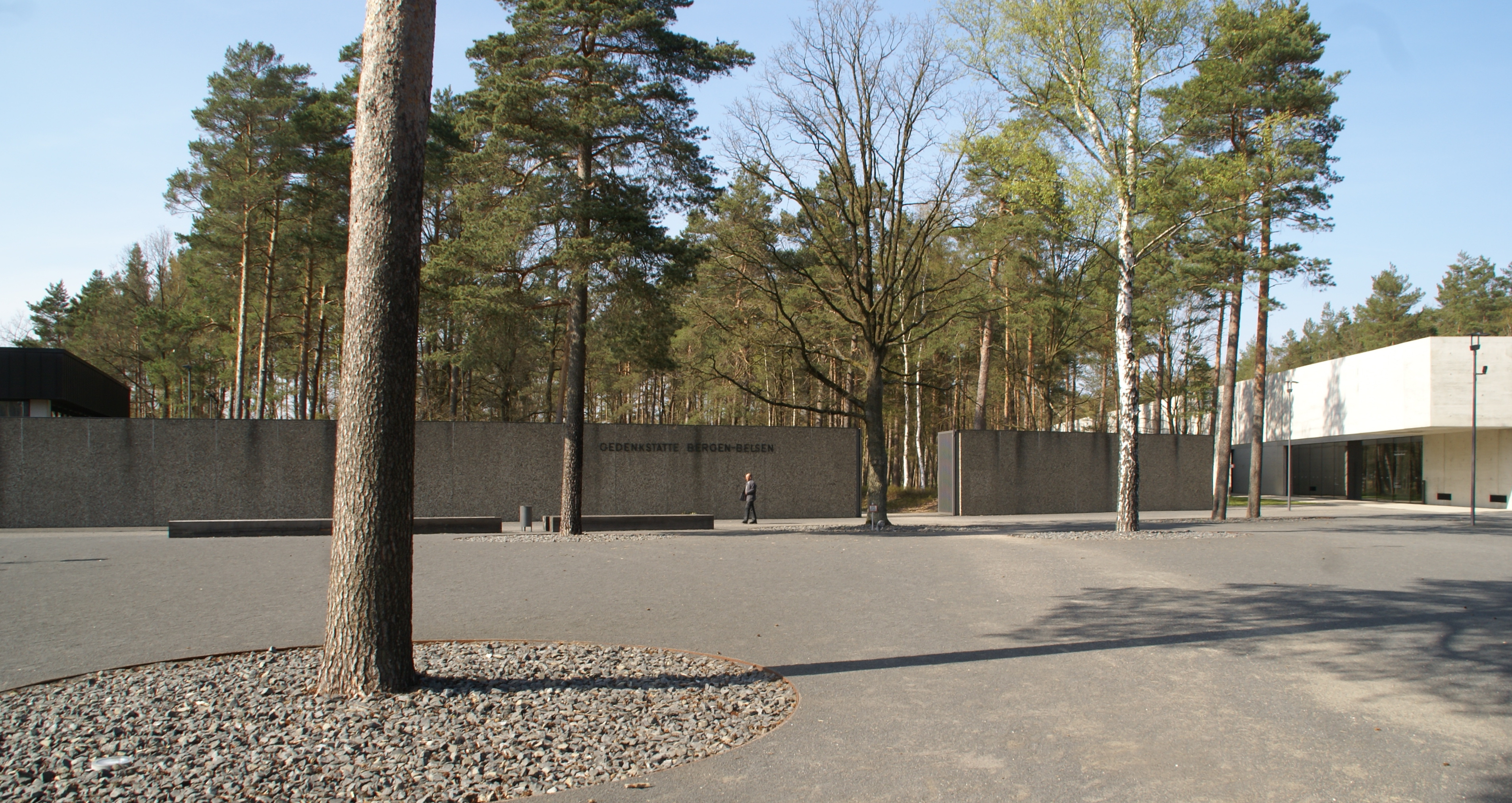
Entrada del museu commemoratiu del camp de Bergen-Belsen

Bergen-Belsen, camp de presoners i de concentració nazi situat per a la part major al municipi de Winsen, en l'estat de Baixa Saxònia, Alemanya. Tot i trobar-se a Winsen, el camp va prendre el nom de Bergen-Belsen, com que a Belsen es troba l'estació de mercaderies, la Rampe, a la qual els presoners havien de desbordar i caminar quatre quilòmetres cap al camp.

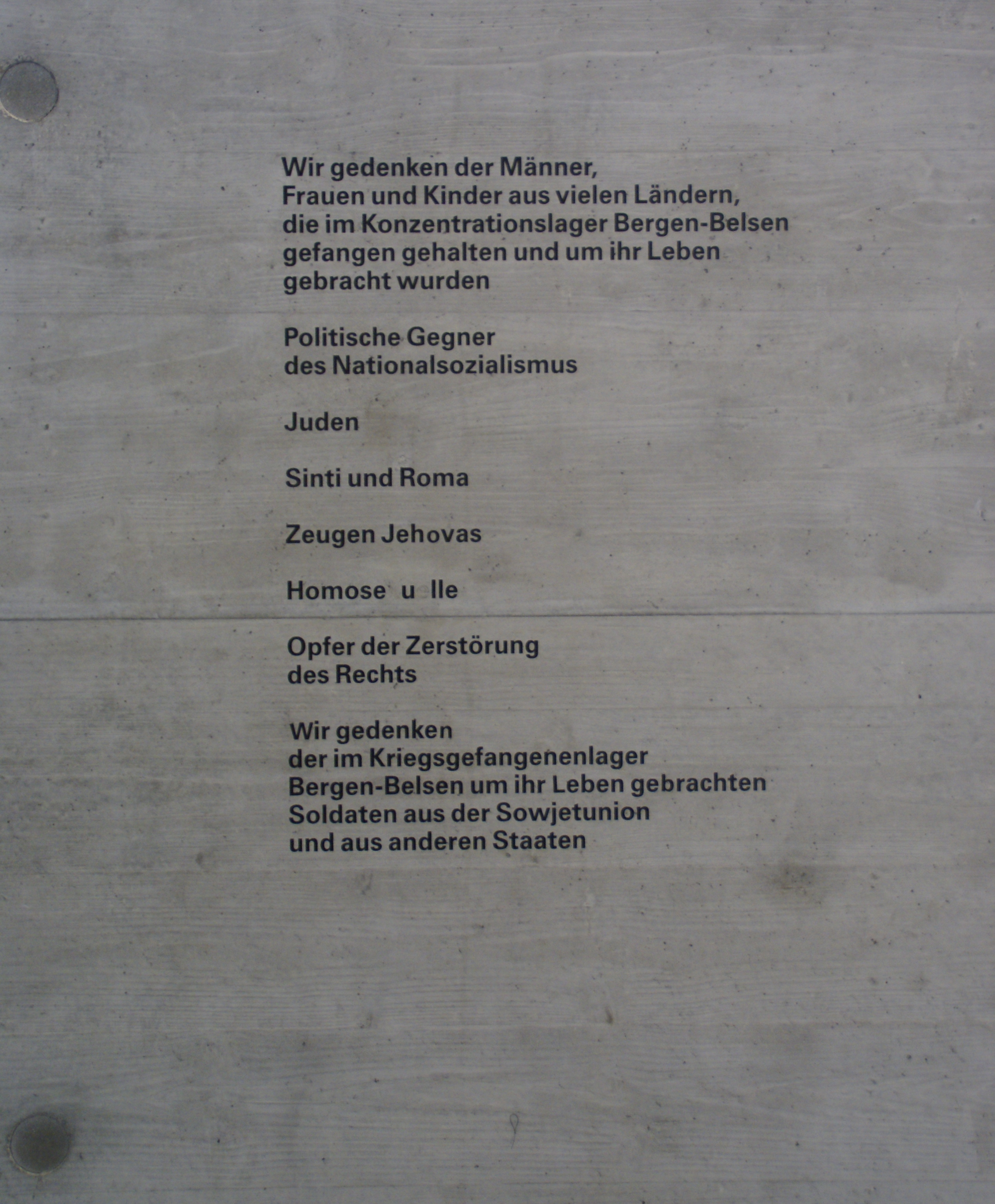
Museu commemoratiu, cambra dels noms
traducció:
Recordem els homes, les dones i les criatures provinguts de molts països que van ser presoners o que van ser assassinats al camp de concentració de Bergen-Belsen
Opositors polítics del Nazisme
Jueus
Gitanos
Testimonis de Jehovà
Homosexuals
Víctimes de l'abolició del dret
Recordem els soldats de la Unió Soviètica i d'altres països assassinats al camp de prisoners de guerra

Bergen-Belsen va ser construït el 1936 per a albergar a uns 3.000 treballadors que havien d'edificar les casernes de Bergen dedicats a la formació de forces motoritzades cuirassades. La Wehrmacht va convertir-lo en 1939 en camp de presoners de guerra, que va rebre la denominació de Stalag (Stammlager) XI C (311). Els seus primers ocupants van ser soldats francesos i belgues. El 1941 va ser ampliat considerablement per a retenir a presoners de guerra de la Unió Soviètica (URSS). Des de juliol de 1943 i fins al 15 d'abril de 1945, data del seu alliberament per part de tropes britàniques de la 11 divisió blindada, les condicions del camp van sofrir una important deterioració. L'amuntegament, agreujat amb el trasllat a Bergen-Belsen de presoners evacuats d'altres camps (marxes de la mort), i el tracte als reclusos va provocar la mort d'un important nombre de persones per efecte de la fam, el fred i les malalties, principalment per una epidèmia de tifus.
Unes poques setmanes abans de l'alliberament del camp per tropes britàniques, va morir en el camp de concentració, la jove jueva holandesa Anne Frank, qui es va fer cèlebre per les seves memòries al costat de la seva germana Margot Frank qui va morir un dia abans que Anna.
El camp va tenir un terme mitjà de 95.000 detinguts jueus d'ambdós sexes i van morir-hi de 30.000 a 50.000 presoners.